# پریسا دمندان
پریسا دمندان نفیسی، (زاده ۱۳۴۶ در اصفهان) عکاس و هنرمند ایرانی‌ است. او دانش‌آموختهٔ رشتهٔ عکاسی از دانشگاه تهران می‌باشد. دمندان، نویسندهٔ کتاب‌های چهره‌های اصفهان، تاریخچه عکس‌های اصفهان در قرن بیستم و عکس‌های پرتره اصفهان است. که آنها را در طی یک دورهٔ ده‌ ساله جمع‌آوری کرده‌است. عکس‌ها به سختی پیدا شدند؛ زیرا بسیاری از آرشیوهای عکس در اصفهان، پس از انقلاب اسلامی و تصویب قانونی برای جلوگیری از نمایش زنان بی‌حجاب، سوزانده شدند.
پس از زمین‌لرزهٔ بم، دمندان پروژه‌ای را با منظور بازیابی و محافظت از آرشیوهای عکس شهر بم آغاز کرد. از سال ۱۳۸۵، او بیش از ده هزار نگاتیو را بهبود بخشید، این پروژه، هنوز کامل نشده‌ است.
دمندان کتاب های زیر را به چاپ رسانده است :
- از میان ویرانه‌ها (پروژۀ نجات عکس‌های زلزله بم دی ماه ۱۳۸۲)
- یک دم نور: پولارویدهای تارکوفسکی (نشر حرفه: هنرمند)
- چهره‌های اصفهان (نشر نظر)
- امان‌الله طریقی (زندگی‌نامه و آثار عکاس و نقاش پرآوازه اصفهان) (نشر نظر)
- بچه‌های اصفهان: پناهندگان لهستانی ایران (نشر نظر)